# Haus Kapitän Dallmann
Das Haus Kapitän Dallmann befindet sich in Bremen, Stadtteil Blumenthal, Kapitän-Dallmann-Straße 84. Das Wohnhaus wurde um 1850 gebaut. 
Das Gebäude steht seit 1984 unter Bremer Denkmalschutz.

## Geschichte
Das eingeschossige, eher bescheidene Kapitänshaus mit Satteldach und rückseitiger Veranda wurde um 1850 in der Epoche des Historismus im Stil des Klassizismus für den Kapitän und Schiffseigner Nicolaus Friedrich Hashagen aus Farge gebaut. Die Straßenfassade wurde umgebaut; aus den vier Fenstern wurden zwei größere Fenster.
Blumenthal mit etwa 1000 Einwohnern war zu dieser Zeit eine Gemeinde im Königreich Hannover, das 1866 von Preußen annektiert wurde. Vor dem Haus, wo heute die Weserstrandstraße ist, floss noch der Weserarm Donau. 1874 erwarb der Kapitän und spätere Reedereiinspetor (NDL) Johann Karl Meyer das Haus für 1100 Taler. Mathilde Witting († 1888) kaufte dann das Anwesen.
Meta Wieting (1859–1936), die Tochter von Kapitän und Polarforscher Eduard Dallmann, heiratete den Kapitän und Schifffahrtspionier Louis Wieting (1850–1915), einen Neffen Dallmanns: Sie erwarb (da ihr Mann mittellos war) 1888 für 5300 Mark das Haus an der damaligen Langestraße. Kapitän Dallmann wohnte nach seinen Fahrten in dem Haus und dauerhaft ab 1894, nach seiner letzten Reise bis zu seinem Tod 1896. Die Straße wurde 1926 nach ihm benannt.
Heute (2018) wird das Haus zum Wohnen genutzt.